# Disolución

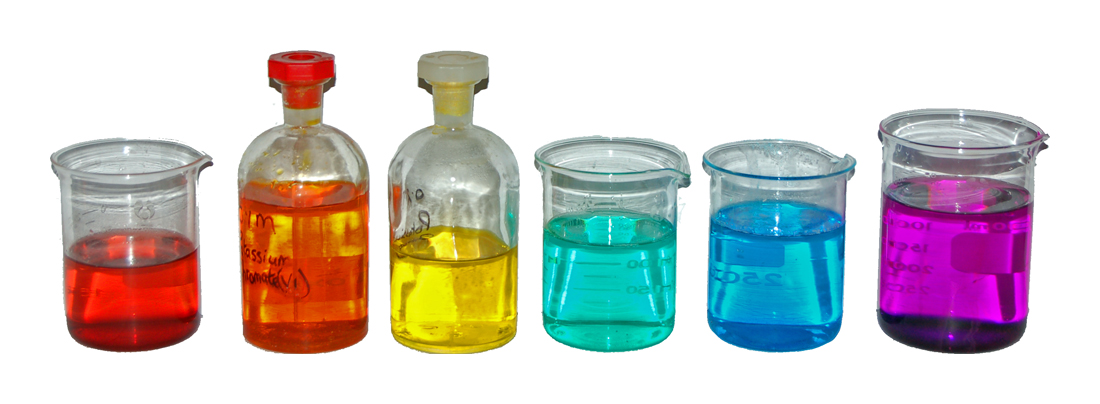
Disoluciones acuosas de diferentes compuestos de metales de transición. (De izquierda a derecha: nitrato de cobalto(II), dicromato de potasio, cromato de potasio, cloruro de níquel(II), sulfato de cobre(II) y permanganato de potasio).

Una disolución o solución es una mezcla homogénea a nivel molecular o iónico de dos o más sustancias puras que no reaccionan entre sí, cuyos componentes se encuentran en proporciones variables. También se puede definir como una mezcla homogénea formada por un disolvente y uno o varios solutos. Un ejemplo común puede ser un sólido disuelto en un líquido, como la sal o el azúcar disueltos en agua; o incluso el oro en mercurio, formando una amalgama. También otros ejemplos de disoluciones son el vapor de agua en el aire,  el hidrógeno en paladio o cualquiera de las aleaciones existentes.
El término también es usado para hacer referencia al proceso de disolución.

## Disolvente - solvente

Micela

Una disolución  homogénea de sustancias puras, frecuentemente formada por un solvente, disolvente, dispersante o medio de dispersión, medio en el que se disuelven uno o más solutos. Los criterios para decidir cuál es el disolvente y cuáles los solutos son más o menos arbitrarios; no hay una razón científica para hacer tal distinción.
Wilhelm Ostwald distingue tres tipos de mezclas según el tamaño de las partículas de soluto en la disolución:
- Dispersiones, suspensiones o falsas disoluciones: cuando el diámetro de las partículas de soluto excede de 0,1 μm.
- Dispersoides, coloides: el tamaño está entre 0,001 μm y 0,1 μm.
- Dispérsidos o disoluciones verdaderas: el tamaño es menor a 0,001 μm.

Estas últimas se clasifican en:
- Disoluciones con condensación molecular: la partícula dispersa está formada por una condensación de moléculas.
- Disoluciones moleculares: cada partícula es una molécula.
- Disoluciones iónicas: la partícula dispersa es un ion (fracción de molécula con carga eléctrica).
- Disoluciones atómicas: cada partícula dispersa es un átomo.

Propiedades electrolíticas
Todos los solutos disueltos en agua se clasifican en dos categorías: electrólitos y no electrólitos. un electrólito es una sustancia que, cuando se disuelve en agua, forma una disolución que conduce la electricidad. Por el contrario los no electrólito forman disoluciones no conductoras de la electricidad  cuando se disuelve en agua. Las primeras disoluciones reciben, por tanto, el nombre de disoluciones electrólíticas, mientras que las segundas; no electrolíticas.

## Características generales
- Son mezclas homogéneas: las proporciones relativas de solutos y solvente se mantienen en cualquier cantidad que se tomen de la disolución (por pequeña que sea la cantidad), y no se pueden separar por centrifugación disolvente.
- Cuando el soluto se disuelve, este pasa a formar parte de la disolución.
- Al disolver una sustancia, el volumen final es diferente a la suma de los volúmenes del disolvente y el soluto debido a que los volúmenes no son aditivos.[7]
- La cantidad de soluto y la cantidad de disolvente se encuentran en proporciones variables entre ciertos límites. Normalmente el disolvente se encuentra en mayor proporción que el soluto, aunque no siempre es así. La proporción en que se halle el soluto en el seno del disolvente depende del tipo de interacción que se produzca entre ellos. Esta interacción está relacionada con la solubilidad del soluto en el disolvente, es decir, tiene que ver con la cantidad de soluto que es capaz de admitir este disolvente.
- Las propiedades físicas de la solución son diferentes a las del solvente puro: la adición de un soluto a un solvente aumenta su punto de ebullición y disminuye su punto de congelación; la adición de un soluto a un solvente disminuye la presión de vapor de este.
- Sus propiedades físicas dependen de su concentración:

Disolución HCl 12 mol/L; densidad = 1,18 g/cm³
Disolución HCl 6 mol/L; densidad = 1,10 g/cm³
- Las propiedades químicas de los componentes de una disolución no se alteran.
- Como estos no se pueden separar por centrifugación o filtración; sus componentes se obtienen a través de otros métodos, conocidos como métodos de fraccionamiento, como es el caso de la destilación o la cristalización.
- Las propiedades de las soluciones ideales se pueden calcular mediante la combinación lineal de las propiedades de sus componentes. Si tanto el soluto como el disolvente existen en cantidades iguales (como en una solución de 50% de etanol y 50% de agua), los conceptos de "soluto" y "disolvente" pierden relevancia, pero la sustancia que se utiliza con más frecuencia como disolvente se designa normalmente como disolvente (en este ejemplo, agua).

## Tipos de disoluciones
Por su estado de agregación

#### Sólidos

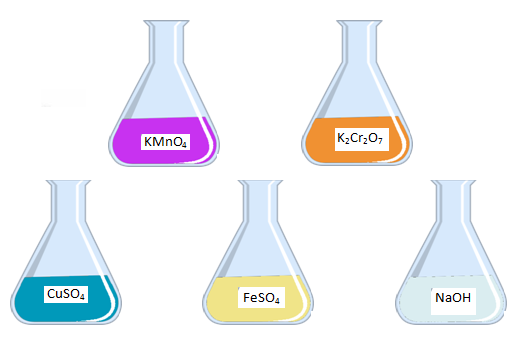
Ejemplos de disoluciones líquidas

- Sólido en sólido: cuando tanto el soluto como el solvente se encuentran en estado sólido. Un ejemplo claro de este tipo de disoluciones son las aleaciones, como el zinc en el estaño.
- Gas en sólido: un ejemplo es el hidrógeno (gas), que se disuelve bastante bien en metales, especialmente en el paladio (sólido).[8] Esta característica del paladio se estudia como una forma de almacenamiento de hidrógeno.
- Líquido en sólido: cuando una sustancia líquida se disuelve junto con un sólido. Las amalgamas se hacen con mercurio (líquido) mezclado con plata  (sólido).

#### Líquido
- Sólido en líquido: este tipo de disoluciones es de las más utilizadas, pues se disuelven por lo general pequeñas cantidades de sustancias sólidas en grandes cantidades líquidas. Un ejemplo claro de este tipo es la mezcla de agua con azúcar

- Gas en líquido: por ejemplo, oxígeno en agua o dióxido de azufre en agua.
- Líquido en líquido: esta es otra de las disoluciones más utilizadas. Por ejemplo, diferentes mezclas de alcohol en agua (cambia la densidad final). Un método para volver a separarlas es por destilación.

#### Gas
- Gas en gas: son las disoluciones gaseosas más comunes. Un ejemplo es el aire (compuesto por oxígeno y otros gases disueltos en nitrógeno). Dado que en estas soluciones casi no se producen interacciones moleculares, las soluciones que los gases forman son bastante triviales. Incluso en parte de la literatura no están clasificadas como soluciones, sino como mezclas.[9]
- Sólido en gas: no son comunes, pero como ejemplo se pueden citar el yodo sublimado disuelto en nitrógeno[4] y el polvo atmosférico disuelto en el aire.[5]
- Líquido en gas: por ejemplo, el aire húmedo.[4]

#### Ejemplo

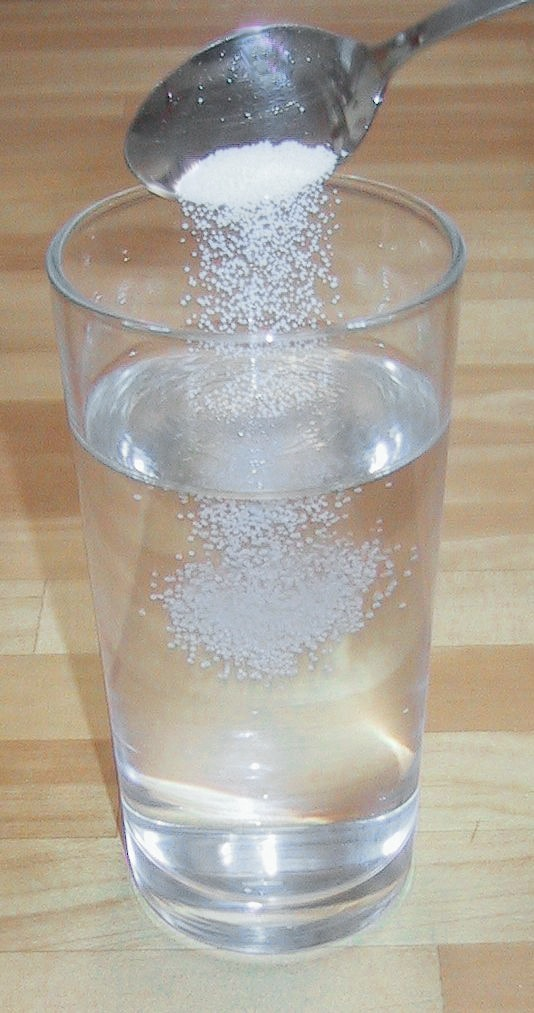
Preparación de una solución de agua salina disolviendo sal de mesa (NaCl) en agua. La sal es el soluto y el agua el disolvente.

A continuación se presenta un cuadro con ejemplos de disoluciones clasificadas por su estado de agregación donde se muestran algunas combinaciones posibles:
| Disolvente | Soluto | Soluto                                                                                 | Soluto |
| Disolvente | Gas | Líquido                                                                                | Sólido |
| ---------- | --- | -------------------------------------------------------------------------------------- | --- |
| Líquido    | El dióxido de carbono en agua, formando agua carbonatada. Las burbujas visibles no son el gas disuelto, sino solamente una efervescencia. El gas disuelto en sí mismo no es visible en la solución. | El etanol (alcohol común) en agua; varios hidrocarburos el uno con el otro (petróleo). | La sacarosa (azúcar de mesa) en agua; el cloruro de sodio (sal de mesa) en agua; oro en mercurio, formando una amalgama. |
| Sólido     | El hidrógeno se disuelve en los metales; el platino ha sido estudiado como medio de almacenamiento.                                                                                                 | El hexano en la cera de parafina; el mercurio en oro.                                  | El acero, duraluminio, y otras aleaciones metálicas.                                                                     |

### Por su concentración

Se observan recipientes los cuales contienen tinte rojo los cuales muestran cambios cualitativos en la concentración. Las disoluciones a la izquierda están más diluidas, mientras que las disoluciones más concentradas se encuentran a la derecha.

Por su concentración, la disolución puede ser analizada en términos cuantitativos o cualitativos dependiendo de su estado.

### Disoluciones empíricas
También llamadas disoluciones cualitativas, esta clasificación no toma en cuenta la cantidad numérica de soluto y disolvente presentes y, dependiendo de la proporción entre ellos, se clasifican de la siguiente manera:
- Disolución diluida: es aquella en la que la cantidad de soluto que interviene está en mínima proporción en un volumen determinado.
- Disolución concentrada: tiene una cantidad considerable de soluto en un volumen determinado.

- Disolución saturada: tiene la mayor cantidad posible de soluto para una temperatura y presión dadas. En esta existe un equilibrio entre el soluto y el disolvente.
- Disolución sobresaturada: contiene más soluto del que puede existir en equilibrio a una temperatura y presión dadas. Si se calienta una solución saturada se le puede agregar más soluto; si esta solución es enfriada lentamente y no se le perturba, puede retener un exceso de soluto pasando a ser una solución sobresaturada. Sin embargo, son sistemas inestables; con cualquier perturbación el soluto en exceso precipita y la solución regresa a ser saturada, lo cual se debe a que se mezclaron.

#### Disoluciones valoradas
A diferencia de las empíricas, las disoluciones valoradas cuantitativamente, sí toman en cuenta las cantidades numéricas exactas de soluto y solvente que se utilizan en una disolución. Este tipo de clasificación es muy utilizada en el campo de la ciencia y la tecnología, pues en ellas es muy importante una alta precisión.
Existen tres tipos de soluciones valoradas: las iónicas, las elementales y las formuladas
- Soluciones valoradas iónicas. Son aquellas en las que los componentes de la solución (el soluto y el solvente) forman enlaces iónicos. Esto quiere decir que se presentan dos o más iones enlazados. De estos iones, uno tiene carga positiva (se denomina catión) y el otro tiene carga negativa (se denomina anión).

- Soluciones valoradas elementales. Estas soluciones están formadas por elementos en estado puro y se obtienen a partir de disoluciones de otros compuestos.

- Soluciones valoradas formuladas. Estas soluciones se basan en el cálculo del peso atómico y el número de elementos presentes en la solución.

## Características de las soluciones líquidas
En principio, todos los tipos de líquidos pueden comportarse como disolventes: gases nobles líquidos, metales fundidos, sales fundidas, redes covalentes fundidas y líquidos moleculares. En la práctica de la química y la bioquímica, la mayoría de los disolventes son líquidos moleculares. Se pueden clasificar en polares y no polares, según si sus moléculas poseen un momento dipolar eléctrico permanente o no. Otra distinción es si sus moléculas pueden formar enlaces de hidrógeno (disolventes próticos y apróticos). El agua, el disolvente más utilizado, es polar y mantiene enlaces de hidrógeno.

El agua es un buen disolvente para algunos materiales polares porque las moléculas de agua son polares y capaces de formar enlaces de hidrógeno.

Las sales se disuelven en disolventes polares, formando iones positivos y negativos que son atraídos por los extremos negativo y positivo de la molécula del disolvente, respectivamente. Si el disolvente es agua, la hidratación se produce cuando los iones solutos cargados quedan rodeados por moléculas de agua. Un ejemplo estándar es el agua salada acuosa. Tales soluciones se denominan electrolitos. Siempre que la sal se disuelve en agua, se debe tener en cuenta la asociación de iones.
Los solutos polares se disuelven en disolventes polares, formando enlaces polares o enlaces de hidrógeno. Por ejemplo, todas las bebidas alcohólicas son soluciones acuosas de etanol. Por otro lado, los solutos no polares se disuelven mejor en disolventes no polares. Algunos ejemplos son los hidrocarburos como el aceite y la grasa, que se mezclan fácilmente, pero son incompatibles con el agua.
Un ejemplo de la inmiscibilidad del aceite y el agua es una fuga de petróleo de un petrolero averiado, que no se disuelve en el agua del océano, sino que flota en la superficie.

## Conocimientos aplicados
En función de la naturaleza de solutos y solventes, las leyes que rigen las disoluciones son distintas.
- Sólidos en sólidos: Leyes de las disoluciones sólidas.
- Sólidos en líquidos: Leyes de la solubilidad.
- Sólidos en gases: Movimientos brownianos y leyes de los coloides.
- Líquidos en líquidos: Tensión interfacial.
- Gases en líquidos: Ley de Henry.